# FK Sopot
FK Sopot je nogometni klub iz Sopota, naselja u beogradskoj istoimenoj općini. Natječe se u Srpskoj ligi Beograda koja je treća natjecateljska razina srbijanskog nogometa. FK Sopot osnovan je 1927. godine. Klupski nadimak je "Vukovi s Kosmaja". Klub je podružnica Crvene zvezde. Mnogo je Zvezdinih igrača poslano na posudbu u Sopot radi stjecanja iskustva. 
U Sopotu su kao treneri radili poznati igrači zagrebačkog Dinama, braća Borislav i Zvjezdan Cvetković.

## Vanjske poveznice
- O klubu - FK Sopot  Arhivirana inačica izvorne stranice od 22. prosinca 2014. (Wayback Machine)